# University of Oklahoma Press
University of Oklahoma Press (OU Press) és l'editorial de la Universitat d'Oklahoma. Fundada el 1929 pel cinquè president de la universitat, William Bizzell, fou la primera editorial universitària del sud-oest dels Estats Units. Es tracta d'una de les principals editorials de la regió i és coneguda principalment per les seves publicacions sobre l'oest dels Estats Units i els amerindis dels Estats Units. Així mateix, publica textos sobre temes com la fauna, les llengües antigues, els tornados i el temps violent. L'Arthur H. Clark Company, una important editorial especialitzada en la història de l'oest dels Estats Units, fou adquirida per University of Oklahoma Press el 2006, tot i que perdura com a segell editorial.